# Aéroport Antonio Nariño
L'aéroport Antonio Nariño (code IATA : PSO • code OACI : SKPS) est un aéroport situé dans la municipalité colombienne de Chachagüí, à une trentaine de kilomètres de San Juan de Pasto. Il doit son nom à l'un des précurseurs de l'indépendance de la Colombie, Antonio Nariño.
Sa construction a commencé en 1960. Le premier avion à y avoir atterri a été un avion militaire avec, à son bord, deux passagers.

## Situation

### Carte des aéroports de Colombie
| \| 20 km1:4 119 000 \| Acandí Apartadó / Carepa Araracuara Arauca Armenia Bahía Solano Barrancabermeja Barranquilla / Soledad Bogota Bucaramanga · Lebrija Buenaventura Cali Carthagène · des Indes Corozal Cúcuta Florencia Guapi Ibagué Ipiales · Aldana La Chorrera La Pedrera Leticia Maicao Manizales Medellín Medellín O. H. Mitú Montería Neiva Nuquí Ocaña Pereira Popayán Providencia Puerto · Asís Puerto · Carreño Quibdó Riohacha San Andrés San José · del Guaviare San Juan · de Pasto San Vicente · del Caguán Santa Marta Saravena Tame Tumaco Valledupar Villavicencio Yopal |
| 20 km1:4 119 000 |

## Compagnie aériennes et destinations
| Compagnies     | Destinations                                  |
| -------------- | --------------------------------------------- |
| Avianca        | Bogota-El Dorado, Cali-Alfonso-Bonilla-Aragón |
| Clic           | Cali-Alfonso-Bonilla-Aragón                   |
| LATAM Airlines | Bogota-El Dorado, Cali-Alfonso-Bonilla-Aragón |

Edité le 17/12/2023